# Fraktion (Deutscher Bundestag)

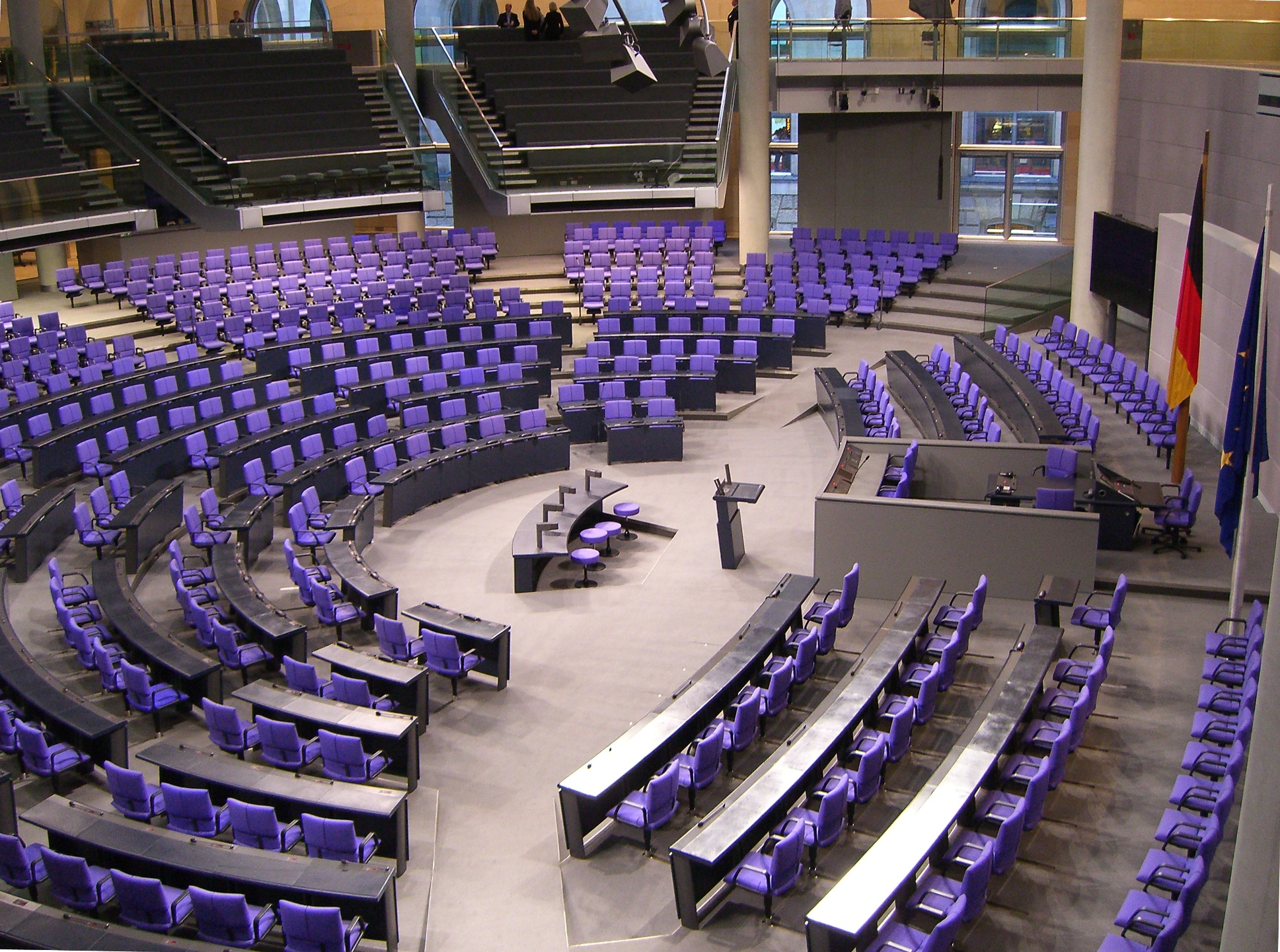
Der Plenarsaal des Deutschen Bundestages ist nach Fraktionen aufgeteilt.

Die Fraktionen des Deutschen Bundestages sind Zusammenschlüsse von mindestens 5 % der Bundestagsmitglieder (vgl. § 10 Abs. 1 GoBT). Sie stellen zentrale Handlungseinheiten des Bundestages dar und sind das politische Gliederungsprinzip für dessen Arbeit.
Fraktionen bilden sich aus Parlamentariern derselben Partei oder aus Parteien, die auf Grund gleichgerichteter politischer Ziele in den einzelnen Bundesländern nicht miteinander konkurrieren. Falls die Parteien einer Fraktion miteinander konkurrieren, dann kann die Bildung dieser Fraktion nur mit der Zustimmung des Bundestages erfolgen.

## Rechtsgrundlagen
Die gesetzlichen Regelungen über Fraktionen finden sich nicht im Grundgesetz, wo der Rechtsbegriff nur einmal in Art. 53a GG im Zusammenhang des Gemeinsamen Ausschusses genannt wird. Die Bedingungen ihrer Bildung, ihre Aufgaben und Rechte sind im Abgeordnetengesetz in den §§ 53 bis 54 AbgG geregelt. Weitere Regelungen finden sich gemäß § 53 Abs. 2 AbgG nachrangig in der Geschäftsordnung des Bundestages (vgl. § 10 und § 11 GOBT).
Eine Gruppierung von mindestens drei Abgeordneten, die weniger als 5 % der Sitze hält, wird als Gruppe anerkannt. Ihnen stehen weniger Rechte als den Fraktionen zu, sie haben jedoch Antrags-, Mitgliedschafts- und Rederechte in den Ausschüssen. Einzelpersonen oder Personen aus Gruppierungen, die nicht als Gruppe anerkannt sind, gelten als fraktionslose Abgeordnete.

## Rechte
Die Rechtsstellung der Fraktionen des Deutschen Bundestages ist in § 54 Abgeordnetengesetz geregelt. Danach sind sie rechtsfähige Vereinigungen von Abgeordneten (Abs. 1) und können klagen und verklagt werden (Abs. 2); sie sind nicht Teil der öffentlichen Verwaltung und üben keine öffentliche Gewalt aus (Abs. 3). Eine Fraktionen ist (anders als eine Partei, die meist als Verein organisiert ist) dementsprechend ein „teilrechtsfähiger Verband des öffentlichen Rechts in der Form eines Kollegialorgans. Als Teile des Parlaments sind die Fraktionen des Deutschen Bundestages im Verfassungsstreit klagebefugt (Art. 93 I, 1 GG) und können Rechte des Parlaments gegenüber der Bundesregierung im eigenen Namen geltend machen. Es handelt sich somit um Teile eines Verfassungsorgans“.
Fraktionen genießen zahlreiche Rechte: Ihnen steht ein Sitzungszimmer in den Räumen des Deutschen Bundestags zu, sie stellen Mitglieder des Ältestenrates und erhalten zusätzliche Finanzmittel für die Fraktionsführung. Ihnen steht außerdem das Recht zu, Große Anfragen zu stellen oder eine Aktuelle Stunde zu beantragen.
Die Mitglieder der Bundestagsausschüsse sowie der Untersuchungsausschüsse werden proportional von den Fraktionen entsandt, auch die Redezeit der Abgeordneten des Bundestages wird maßgeblich über sie organisiert.
Durch ihre Kompetenzen in Bezug auf die Karriere- und Profilierungsmöglichkeiten der Abgeordneten wird in Deutschland gelegentlich eine zu hohe Fraktionsdisziplin beklagt, die dem freien Mandat gemäß Art. 38 Abs. 1 Satz 2 GG entgegenstehe.

## Finanzierung
Die Fraktionen des Deutschen Bundestags werden aus öffentlichen Mitteln finanziert. Rechtsgrundlage ist ein entsprechender Ansatz im Bundeshaushaltsplan. Die Mittel werden zum großen Teil für Löhne und Gehälter der Fraktionsmitarbeiter verwendet. Der Zuschuss setzt sich zusammen aus einem Grundbetrag, den jede Fraktion erhält, und einem Zuschlag entsprechend der Stärke der jeweiligen Fraktion. Im Jahr 2020 wurden insgesamt 119,4 Mio. € an die Fraktionen des Deutschen Bundestags gezahlt. Die geprüften Rechnungen der Fraktionen werden alljährlich (im August) als Drucksache des Bundestags bekannt gemacht.

## Abgrenzung Fraktion – Partei
Zwar gehören die Abgeordneten einer Fraktion zumeist (wenn auch nicht immer, siehe unten) derselben Partei an, jedoch sind sie von diesen in Funktion und Stellung zu unterscheiden: Während Parteien außerhalb der Parlamente arbeiten, dort an der politischen Willensbildung mitwirken (Art. 21 Grundgesetz) und sich bzw. ihre Kandidaten dafür öffentlich zur Wahl stellen, sind Fraktionen politische Organisationsstrukturen innerhalb von Parlamenten. Auch rechtlich werden sie strikt getrennt und bilden zwei unabhängige organisatorische Einheiten, zwischen denen auch keine Finanzflüsse stattfinden dürfen. Dennoch gibt es beim Führungspersonal (etwa Partei- und Fraktionsvorsitz) häufig Überschneidungen, soweit keine Trennung von Amt und Mandat vereinbart wurde.

### Fraktionen aus unterschiedlichen Parteien
Die CDU/CSU-Bundestagsfraktion ist ein Beispiel für eine Fraktion, deren Mitglieder verschiedenen Parteien angehören. Die CSU kann nur in Bayern gewählt werden und die CDU nur in den restlichen Bundesländern. Die beiden Parteien konkurrieren nicht miteinander.
Die Linksfraktion bestand bis zum Beitritt der WASG zu der Linken aus Mitgliedern der PDS und der WASG und einigen Parteilosen. Die beiden Parteien traten jedoch zur Bundestagswahl bundesweit nirgends im Wettbewerb gegeneinander an, sondern jeweils als eine gemeinsame Wahlliste. Die WASG-Landesverbände Mecklenburg-Vorpommern und Berlin waren jedoch in ihren Bundesländern bei Landtags- bzw. Abgeordnetenhauswahlen gegen die jeweiligen PDS-Landesverbände angetreten. Es gab Bedenken, dass dieses Vorgehen der gemeinsamen Bundestagsfraktion die Grundlage der Existenz hätte entziehen können.
Im ersten Bundestag gab es ab Dezember 1951 mit der Föderalistischen Union eine weitere Fraktion mehrerer nicht konkurrierender Parteien: Bayernpartei, Zentrumspartei und SSW.
Fraktionen können auch Abgeordnete anderer Parteien oder parteilose Abgeordnete als Gäste aufnehmen. Es besteht kein Fraktionszwang.

## Organisation
Die Fraktionen bilden sich zu Beginn jeder Legislaturperiode, indem ihnen die neu gewählten Abgeordneten beitreten und zu einer konstituierenden Sitzung zusammenkommen. Sie wählen daraufhin einen Fraktionsvorstand, dem üblicherweise ein Fraktionsvorsitzender, mehrere Stellvertreter und ein parlamentarischer Geschäftsführer angehören. Daneben können ihm auch noch weitere Mitglieder angehören, insbesondere sind fraktionszugehörige Funktionsträger im Parlament (z. B. Ausschussvorsitzende) meist kooptiert. Teilweise bilden die Fraktionen auch noch weitere Organisationseinheiten wie bspw. thematische Arbeitsgruppen (siehe etwa bei der SPD-Fraktion oder der CDU/CSU-Fraktion). Daneben ernennt die Fraktion ihre Obleute und Sprecher für verschiedene Ausschüsse und Fachbereiche.
Neben fraktionsübergreifenden Parlamentariergruppen gibt es auch innerhalb der Fraktionen Interessensgemeinschaften, die oft einen eigenen Vorsitzenden wählen: Zu nennen sind hier insbesondere die Landesgruppen, welche die Abgeordneten eines Bundeslandes vereinen. Daneben gibt es etwa in der Unionsfraktion mehrere „soziologische Gruppen“, wie etwa die Gruppe der Frauen (siehe auch Frauen-Union), die Arbeitnehmergruppe (siehe auch CDA) oder die Junge Gruppe (siehe auch Junge Union). Letztere gibt es auch in anderen Fraktionen (etwa bei SPD und FDP), wobei die Jungen Gruppen oft eng vernetzt mit den Jugendorganisationen ihrer Partei sind. Das Höchstalter variiert, liegt meist aber um 35 bis 40 Jahre.

## Archive der Fraktionen
Die Unterlagen der Fraktionen des Deutschen Bundestages werden in den Archiven der parteinahen Stiftungen aufbewahrt.

## Aktuelle und ehemalige Fraktionen
Fraktionen und Gruppen im Deutschen Bundestag seit 1949
Schmale Balken kennzeichnen Gruppen.
Für die Bildung einer Fraktion waren bis zum Dezember 1951/Januar 1952 zehn Abgeordnete, danach 15 Abgeordnete notwendig. Mit Beginn der 6. Wahlperiode wurde am 27. März 1969 diese Hürde auf 5 % der Mitglieder des Bundestages erhöht. Dies waren 26 Abgeordnete, ab dem 3. Oktober 1990 34 Abgeordnete, von 2002 bis 2009 31 Abgeordnete, von 2009 bis 2017 32 Abgeordnete und von 2017 bis 2021 36 Abgeordnete. Im 20. Bundestag sind seit 2021 zur Fraktionsbildung 37 Abgeordnete erforderlich. Diese Anzahl von Abgeordneten bildet(e) die jeweilige Fraktionsmindeststärke, häufig auch als Fraktionsstärke bezeichnet („Die Zahl der Abgeordneten der Partei X im Bundestag erreicht Fraktionsstärke“); gleichzeitig wird der Begriff der Fraktionsstärke auch für die Anzahl der Abgeordneten einer Fraktion verwendet („Die Fraktionsstärke von X beträgt Y Sitze.“).

### Aktuelle Fraktionen
- CDU/CSU-Fraktion seit September 1949
  - Oktober 1990 bis Dezember 1990 CDU/CSU/DSU-Fraktion
- SPD-Fraktion seit September 1949
- Fraktion Bündnis 90/Die Grünen seit Oktober 1994
  - Fraktion Die Grünen März 1983 bis Oktober 1990
  - Fraktion Die Grünen/Bündnis 90 Oktober 1990 bis Dezember 1990
  - Gruppe Bündnis 90/Die Grünen, Dezember 1990 bis Oktober 1994
- Fraktion Die Linke September 2005 bis Dezember 2023 und seit März 2025
  - Gruppe der PDS Oktober 1990 bis September 1998
  - PDS-Fraktion September 1998 bis September 2002 (aus dem Bundestag ausgeschieden)
  - Gruppe Die Linke Februar 2024 bis März 2025
- AfD-Fraktion seit September 2017

### Ehemalige Fraktionen
- FDP-Fraktion September 1949 bis Oktober 2013 und September 2017 bis März 2025
- DP-Fraktion September 1949 bis Juli 1960 (Fraktionsstatus verloren)
  - Dezember 1951 bis Dezember 1952 DP/DPB-Fraktion
  - März 1957 bis September 1957 DP/FVP-Fraktion
  - DP-Gruppe, Juli 1960 bis Mai 1961 (aufgelöst nach Parteifusion mit GB/BHE zur GDP)
- GB/BHE-Fraktion September 1953 bis September 1957 (aus dem Bundestag ausgeschieden)
  - Deutscher Gemeinschaftsblock der Heimatvertriebenen und Entrechteten (BHE/DG), Oktober 1950 bis März 1952 (Übertritt zu DP/DPB-Fraktion)
- FVP-Bundestagsfraktion Juni 1956 bis März 1957 (Fusion mit DP-Fraktion)
  - März 1956 Arbeitsgemeinschaft Freier Demokraten
  - März 1956 bis Juni 1956 Demokratische Arbeitsgemeinschaft
- Fraktion der Föderalistischen Union, Dezember 1951 bis September 1953 (aus dem Bundestag ausgeschieden)
- KPD-Fraktion, September 1949 bis Dezember 1951 (Fraktionsstatus verloren)
  - Gruppe der KPD Januar 1952 bis September 1953 (aus dem Bundestag ausgeschieden)
- Fraktion des Zentrums, September 1949 bis Dezember 1951 (Fusion zur Fraktion der Föderalistischen Union)
- BP-Fraktion September 1949 bis Dezember 1951 (Fusion zur Fraktion der Föderalistischen Union)
- WAV-Fraktion, September 1949 bis Oktober 1950 (Fraktionsstatus verloren, teilweiser Übertritt zur BHE/DG-Gruppe)
  - Gruppe der WAV, Oktober 1950 bis Dezember 1951 (teilweiser Übertritt zur DP/DPB-Fraktion) und April 1953 bis September 1953 (aus dem Bundestag ausgeschieden)

### Gruppen
- Gruppe BSW, Februar 2024 bis März 2025
- Gruppe Kraft/Oberländer, Juli 1955
- Gruppe Nationale Rechte, September 1949 bis Dezember 1950
  - September 1949 DRP-Gruppe